# ストラガーデン
『ストラガーデンNEO』（英語表記:strugarden neo、旧称:ストラガーデン）とは、株式会社フロム・ネットワークスが開発したMMORPGに属するオンラインゲームである。2018年5月31日をもってサービス終了した。2017年からサービス終了まではロケットナインゲームス株式会社が運営していた。

## ストラガーデンの特徴

### キャラクター
ゲーム内に登場するキャラクターは、やや頭部が大きめで、3頭身ほどにデフォルメされている。非常に多種の装備品（衣装）が用意されており、着せ替えによってキャラクターの個性を出すことが可能である。

### 戦闘
多数のMMORPGに採用されているアクティブバトル形式（通称「クリックゲーム」などと呼ばれるもの）ではなく、敵と遭遇すると戦闘画面に切り替わるランダムエンカウント方式を採用している。
敵キャラクターとの戦闘では、移動フェイズと行動フェイズの2つに分かれている。移動フェイズでは、グリッドに仕切られた戦闘画面の中をキャラクターが移動する。その際、キャラクターや装備毎に移動力というパラメータが設定されていて、その数値を超えて移動することはできない。移動途中で敵と衝突すると、強制的に移動が終了される（衝突した相手が味方の場合はそのキャラが動けば移動できる）。行動フェイズでは、各キャラクターがそれぞれデッキにセットしたスキルを使用して対象にさまざまな攻撃や回復を行う。スキルにはそれぞれ範囲が設定されており、範囲外の対象にはスキルを行使することはできない。これら2つをあわせて1ターンとするターン方式で、規定ターン内（通常は99ターン）で勝利条件を達成する、又は規定ターンの経過、若しくはプレイヤーの逃走で戦闘終了となる。
勝利条件には、敵を全滅させるのほか、特定のリーダー格のユニットを倒す、敵の攻撃をかいくぐり敵陣を奪う、敵の攻撃から任意のターン逃げ切るなど多数存在し、ゲーム内ではこの一連の方式は、ストラテジック・シンクロナイズドバトル・システム（SSBS）と定義されている。

## スキル
戦闘中の行動フェイズにおける攻撃、防御等はスキルと呼ばれる。（待機、逃走は除く）戦闘中にモンスターを捕獲したり、回復アイテムを使用する等、特殊なスキルも存在する。また、戦闘開始から終了まで常に何らかのステータス補助等の効果を与えたりするスキルも存在する（PSVスキルと呼ばれる。前述の戦闘スキルはCMDスキル）。
スキルの使用には、普通1ターン毎に10ずつ補充されるAPを消費することで使用できる。強力なスキルほど多くのAPを消費する。
戦闘以外では、アイテムや武器、防具の生産、若しくは発掘などによる素材の採取も専用スキルを必要とする。

### 戦闘スキル
CMD、及びPSVスキルはクエストやミニクエストで手に入り、そのキャラクターのレベルにより習得可能数が増えていく。大部分のスキルには下位スキルが設定されており、習得の条件となっている（その系図はスキルツリーと呼ばれる）。覚えたスキルはすべて使えるわけではなく、デッキと呼ばれる使用スキル設定枠にセットすることで、戦闘での使用が可能となる。

### 生産スキル
アイテムや武器防具を生産する合成スキルである「調理」、「彫金精錬」、「木工大工」、「紡績裁縫」、「皮革加工」、「錬金術」、素材を採取する採取スキルである「収穫」、「採掘」、「伐採」、「釣り」が存在する（「鑑定」というスキルも存在するが現時点では詳細が不明である）。
アイテムや武器防具の生産にはレシピを習得する必要があり、習得したレシピのアイテムのみ生産できる。各レシピにはそれぞれレベルが設けられ、一定レベルを満たさないと強力な防具は作れない。

## 職業
ストラガーデンには6種の下位の職業と、それぞれの上位に位置する職業6種、計12種類の職業が存在する。

### 下位職
プレイヤーはキャラクター作成時に下位職の中から任意で選択することができる。装備可能な武器や防具、戦法、パーティにおける役割と、どれをとっても全く違うため、慎重に決定する必要がある。またそれぞれの職には2つずつサイドジョブが設けられており、メインジョブの半分のレベルまで育てることができる。サイドジョブを育てることによって取得可能になるスキルもある。最高レベルは45までであり、それ以降は上位職に転職する必要がある。
戦士
防御力が圧倒的に高いのが特徴。パーティ行動では常に前線に立って味方を守る、いわば「壁役」として活躍する。使用武器は剣、刀、斧、棍棒（メイス）、短剣、槍、と多種にわたり、単独でも様々な戦術を持つが、移動力が低く、一人でプレイする際（ソロプレイ）には、敵を追い詰めるのに経験と勘を必要とする。
上位職は騎士、サイドジョブは格闘士と盗賊
格闘士
圧倒的な火力と移動力で、敵を追い詰める職業。接近スキルに長けており、近距離での攻撃力は非常に高い。HPも全職中最高だが、防御力（特に魔法に対する）が低く、回復が追いつかないほどであるため、敵をめがけて正面から突っ込んでしまうと非常に危険。気功を遠距離に飛ばす攻撃も存在するが、命中率は低い。また、非常に効率が悪いが補助、回復系スキルを持つ。使用可能武器はグローブ（爪）系のみとなる。
上位職は幻闘士、サイドジョブは戦士と守護魔導師
守護魔導師
回復、補助系スキルが多彩で、頼れる存在。他の魔導士職と比べ、防御力の高い防具を装備することができる。他にも対象にバリアを貼ったり、能力を上昇させたりと、パーティ行動には必須の職業である。ただし、攻撃スキルは非常に少ないためソロプレイには向かず、序盤は苦労する。使用武器は杖、棍棒（メイス）。
上位職は次元天導師、サイドジョブは格闘士と精霊魔導師
精霊魔導師
遠距離から複数の敵に打撃を与える職業。火力が高く、大量の敵を一度に倒す様は爽快である。APのコストパフォーマンスも高い。ただし、攻撃の発動が遅いために妨害されやすく、複数の敵を相手にする際は援護が必要。防御力、体力はとても低く、追い詰められると非常に脆い。使用武器は杖のみ。
上位職は召喚天導師、サイドジョブは守護魔導師と黒印魔導師
黒印魔導師
黒印とは魔法の力によって仕掛ける罠のこと。グリッドで仕切られたフィールドの一角に黒印をしかけ、踏んだ対象にダメージや状態異常などのペナルティを与える。踏むと発動する自動黒印、数ターン後に発動する時限黒印、発動スキルを使うことで手動で発動できる呪動黒印に分けられる。なお、黒印は敵から見えない。
変則的な攻撃で、ストラガーデン特有の職業といえる。多数の状態異常スキルを持ち、パーティを組むと戦闘の幅がとても広がる。反面、印を踏ませるのは難易度が高く、敵を追い詰めるのは非常に難しい。また、黒印は味方にもあたるため、パーティ内では連携をもっとも必要とする、ややきびしい職業。能力を最大限に活かす為にはコミュニケーション能力と戦局を読む能力が鍵となる。また、黒印は次のターン以降の発動となるため、追い詰められると脆い。使用武器は杖のみ。
上位職は錬金天導師、サイドジョブは精霊魔導師と盗賊
盗賊
遠距離攻撃・近距離攻撃・状態異常など、ほぼなんでもできるという位置付けになっている。防御力・移動力にすぐれ、主にパーティ行動で力を発揮する。基本的には、遠距離から銃や弓で攻撃するか、壁となって味方を守るかである。ただし火力は低く、敵を倒すのに手数がかかる。使用可能武器は短剣、弓、銃、ボウガンと多種にわたるが、銃をはじめいささか高額なのが欠点。
上位職は忍者、サイドジョブは黒印魔導師と戦士

### 上位職
特定クエストをクリアすることによって、レベル45で上位職になることができる。すべての下位職に1つずつ設けられている。
変則的なスキルを覚えることができる。現時点での最高レベルは75まで。
騎士
戦士の上位職。相手と対面の時限定で大ダメージを与えるスキルや、味方と陣を組むことによって能力補正がつくスキルを持つ。またわずかだが自分のHPを仲間に分け与えるスキルも存在する。
幻闘士
格闘士の上位職。自分の受けたダメージに比例して大ダメージを与えるスキルや、対象を石に変えたり、対象の死体や瀕死状態のキャラを消滅させるスキルや対象を爆弾に変えてしまうスキルがある。
次元天導師
守護魔導師の上位職。従来の回復に加え、「テレポート」など、対象の場所を勝手に移動させてしまうスキルを多く持つ。
召喚天導師
精霊魔導師の上位職。自動で対象に攻撃を加える味方ユニットや回復をしてくれる味方ユニット、死体を消去するユニットを召喚するスキルが多彩である。
錬金天導師
黒印魔導師の上位職。時限性の広範囲爆弾を置いたり、フィールドを埋める箱や柱や石版を置いたり、自動で動く人形を召喚することができる。
忍者
盗賊の上位職。手裏剣を投げつけたり、ガマガエルを召喚することができる。また、対人戦闘では敵を高確率で一撃で葬り去る「瞬殺参」、また次元天導師の「テレポート」と似たような機能をもつ「瞬移」がある。

## 国とストーリー
ストラガーデンの世界、プラネタリアには、多数の国が存在する。
キャラクター作成時には、4つの国の中から任意に1つの国を選んで出身国とする。どの国も一見繁栄しているように見えるが、裏では様々な陰謀が見え隠れしている。国家ごとに別々にストーリーが存在し、各国家メインクエストとしてプレイヤーは攻略していくことになる。練られたストーリーに大量に存在する伏線も、ストラガーデンの魅力の1つである。物語が発展していくと、プラネタリア全土を巻き込む魔王との戦いへと集結する。

## 対人戦
当ゲームでは、先のストラテジック・シンクロナイズドバトルによって、対ボスキャラクター戦はもちろんのこと、普段の敵キャラクターとの戦闘までもが、非常に奥深いものになっている。中でも最も魅力的な要素となっているのが対人戦であろう。キャラクターの動き一つで勝敗が決まってしまうことも多々あり、「レベル20のキャラがレベル60のキャラに勝てる」ような勝負、それが醍醐味となっている。
多数の職と、多数のスキルによって構成され、職ごとにパーティ内でのはたらきが全く異なるので、ゲーム内容そのものは将棋やチェスのようなボードゲームにやや通じるところがあるものの、スキル発動速度が全く同じ場合に先手をうてるかどうか、状態異常が成功するかどうか、実際のダメージ量など、乱数によって決定される部分もあり、完全情報ゲームの中に、コンピュータゲームとしての要素を取り入れたかたちで、ゲームとしては高い完成度をもつ。
現在対人戦には大分して3種類用意されている。
デュエル (DUEL)
プレイヤー同士が場所、時間を問わずできるもので、完全にローカルルールにより、話し合いで決めてよい。勝利、敗北による利益、ペナルティは発生しない。スキルの威力を試したりする時にもよく使われる。
ウベン闘技場・ギルド闘技場
プレイヤー単位・もしくはゲーム内での友人同士でつくる集団「ギルド」単位での対抗戦である。ウベン、もしくは各国首都から入場できる。一人でも参加できるが、パーティを組んで2対2以上のDUELも可能。勝敗にかかわらず功績点がもらえるが、勝利した方が獲得値は高い。
争奪戦
国ごとの対抗戦になっており、自国首都からのみ入場できる。地方の資源拠点の覇権を争うために行っている。5対5でのみ開催され、相手リーダーのHPを0にするか、敵陣奥に据えられている旗を取れば勝利する。同じマップに10人が入り乱れることになり、一試合に30分以上かかることもしばしばである。勝利すれば功績ポイントがもらえ、ある程度たまるとアイテムと交換することが可能。

## 沿革
- 2004年2月20日 - 『ストラガーデン』発表。
- 2004年5月28日 - 正式サービス開始。フロム・ネットワークスが開発、サミーが運営を担当。
- 2004年11月9日 - ゲームガーデン（2006年9月30日にソリッドネットワークスへ吸収合併）へ運営移管。クライアントソフト及び基本プレイ料金が無料となる。
- 2005年3月9日 - 再び基本プレイ料金が有料となる。
- 2005年7月27日 - アイテム課金システム「ストラモール」がオープン。
- 2005年8月3日 - 大型アップデート「蒼天の大地」実装。各上位職が解禁。
- 2005年12月21日 - 基本プレイ料金が無料となり、完全なアイテム課金制となる。
- 2008年7月2日 - 『ストラガーデンNEO』へ改称。新サーバー「ナテルア」がオープンし、従来のサーバーは「レナングルム」となる。イメージイラストが大きく変更される。
- 2008年10月22日 - ハイファイブ・エンターテインメント（2009年9月28日にNETBANCOへ改称）でのサービス開始。StrugardenIDからHi5IDへ統合される。
- 2010年10月19日 - Sankanadoへ運営移管し、同社が全権利（特許権、実用新案権、意匠権、商標権、著作権）を獲得。
- 2011年4月6日 - イメージイラストの大幅変更。
- 2011年11月18日 - インターグローへ運営移管。
- 2017年8月1日 - ロケットナインゲームスへ運営移管。
- 2018年5月31日 - サービス終了。

## 海外展開
ストラガーデンは数少ない日本国産ＭＭＯＲＰＧであるが、海外にもサービスを提供していた。
2004年6月18日、中華圏(台湾、中国、香港)でのサービス展開を発表し、『幸福 Online』という名前でサービスを開始した。日本版と比べると必要経験値が多いなど若干ゲームバランスが変更されている。しかし、翌年12月21日にサービスが終了する。根強いファンが多く、日本版のストラガーデンには今でも多くの台湾・香港プレイヤーが存在する。
2006年2月に韓国でもサービスが開始された。その後、ストラガーデン2という名前でアップデートされ、スキル取得がポイント制になっていたりと大幅に変更された。しかしながら、2007年9月14日にサービス終了した。